# Bex Taylor-Klaus
Pour les articles homonymes, voir Taylor et Klaus.
Bex Taylor-Klaus naît le 12 août 1994 à Atlanta, dans l'État de Géorgie, aux États-Unis.
Ses rôles principaux sont ceux de Bullet dans la série The Killing, de Sin dans la série Arrow ainsi que celui d'Audrey Jensen dans la série Scream. En 2018, Bex Taylor-Klaus fait son coming out trans non binaire.

## Biographie
Ses parents sont Elaine et David Taylor-Klaus. Le couple a deux autres enfants, Josh et Sydney.
En novembre 2016, Bex fait son coming-out lesbien en postant sur Twitter : « Oui les rumeurs sont vraies, je suis tout à fait homosexuelle » (« Yes the rumors are true I am very gay »), puis en juillet 2018 déclare être une personne trans non-binaire.

## Filmographie

### Films
- 2013 : Last Seen (court métrage) d'Aaron Daniel Jacob : Becca
- 2014 : The Night Is Ours (court métrage) d'Aubree Bernier-Clarke : Morgan
- 2014 : Are you sure (court métrage) d'Aaron Daniel Jacob : Sam
- 2015 : Riley (court métrage) d'Aaron Daniel Jacob : Riley
- 2015 : Le Dernier Chasseur de sorcières (The Last Witch Hunter) de Breck Eisner : Bronwyn
- 2018 : Décharnés (Discarnate) de Mario Sorrenti : Violette Paich
- 2018 : Dumplin' d'Anne Fletcher : Hannah Perez
- 2019 : Blackbird de Roger Michell : Chris
- Trim Season d'Ariel Vida (en post-production)

### Séries télévisées
- 2012 : Hit Me Up! - 1 épisode : une actrice
- 2013 : The Killing - saison 3, 9 épisodes : Bullet
- 2013 - 2014 : Arrow : Sin (en)
- 2014 : House of Lies - saison 3, 5 épisodes : Lex
- 2014 : Longmire - saison 3, épisode 2 : Vivian
- 2014 : Robot Chicken - saison 7, épisode 18 : Hermione Granger / Abby the Cow (voix)
- 2014 : Flynn Carson et les Nouveaux Aventuriers (The Librarians) - saison 1, épisode 7 : Amy Meyer
- 2015 : iZombie - saison 1, épisodes 12 et 13 : Teresa
- 2015 : Glee - saison 6, épisode 12 : lycéenne gothique
- 2015 - 2016 : Scream : Audrey Jensen
- 2016 - présent : Voltron, le défenseur légendaire (Voltron: Legendary Defender) : Pidge Gunderson / Katie Holt
- 2019 : Thirteen Reasons Why : Casey
- 2020 : Deputy (en) : Brianna Bishop

## Distinctions
Sauf indication contraire, les informations mentionnées dans cette section peuvent être confirmées par la base de données cinématographiques IMDb,  présente dans la section « Liens externes ».

### Récompense
- The Joey Awards 2014 : meilleure distribution d'une série télévisée dramatique pour les actrices et acteurs de The Killing

### Nomination
- Burbank International Film Festival 2015 : meilleure actrice pour son rôle dans Riley